# 中国城知旅
《中国城知旅》（英文：China City Tours）是由中国传统文化促进会主管，北京城知旅文化传媒有限公司主办。《中国城知旅》杂志于2014年1月开始发行。杂志主要侧重于城市品牌形象、旅游景区景点以及传统习俗、非物质文化遗产等相关文化品牌的塑造等在内的综合性产业链方式的综合性人文杂志。

## 相关链接
官方网站